# Université libre
Université libre est un groupe de Résistance intellectuelle français, cofondé par le philosophe Georges Politzer,, le germaniste Jacques Decour et le physicien Jacques Solomon, en 1940. Ce groupe de résistants est parfois mentionné comme le Groupe Politzer.

## Histoire
Dès sa création, il se dote d'un organe de presse éponyme, L'Université libre, dont seuls cinq numéros paraissent clandestinement, de novembre 1940 à février 1942, moment où ses trois fondateurs sont arrêtés (ils seront fusillés en mai de la même année). C'est sous ses invectives qu'aura lieu la quasi-unique manifestation de rue parisienne sous l'Occupation : une campagne de protestation contre l'arrestation du physicien Paul Langevin, principalement menée par des étudiants demandant à leurs professeurs de manifester à leur côté.